# Čuangové
Čuangové (čínsky 壮族/壯族, pinyin Zhuàngzú, čuangsky Bouчcueŋь / Bouxcuengh) jsou etnická skupina žijící především v Čuangské autonomní oblasti Kuang-si v Číně, v menším počtu také ve Vietnamu, Laosu a Thajsku. Jejich počet se blíží 18,6 milionům. V Čínské lidové republice jsou oficiálně uznanou národnostní menšinou, s právy zaručenými ústavou a zákony. Živí se především zemědělstvím, ale i chovem dobytka či řemeslnictvím.

## Jazyk
Čuangština je tajsko-kadajský jazyk v jižní Číně, převážně v autonomní oblasti Kuang-si, kde je oficiálním jazykem. Standardizovaná čuangština je založena na dialektu okresu Wu-ming.

## Demografie
V roce 2010 jich bylo přibližně 18 540 000. Žijí především v Čuangské autonomní oblasti Kuang-si, kde tvoří přibližně 32,4 % obyvatelstva. Čuangské významné skupiny žijí též v Jün-nan, Kuang-tung, Kuej-čou a na Chaj-nanu.

## Náboženství

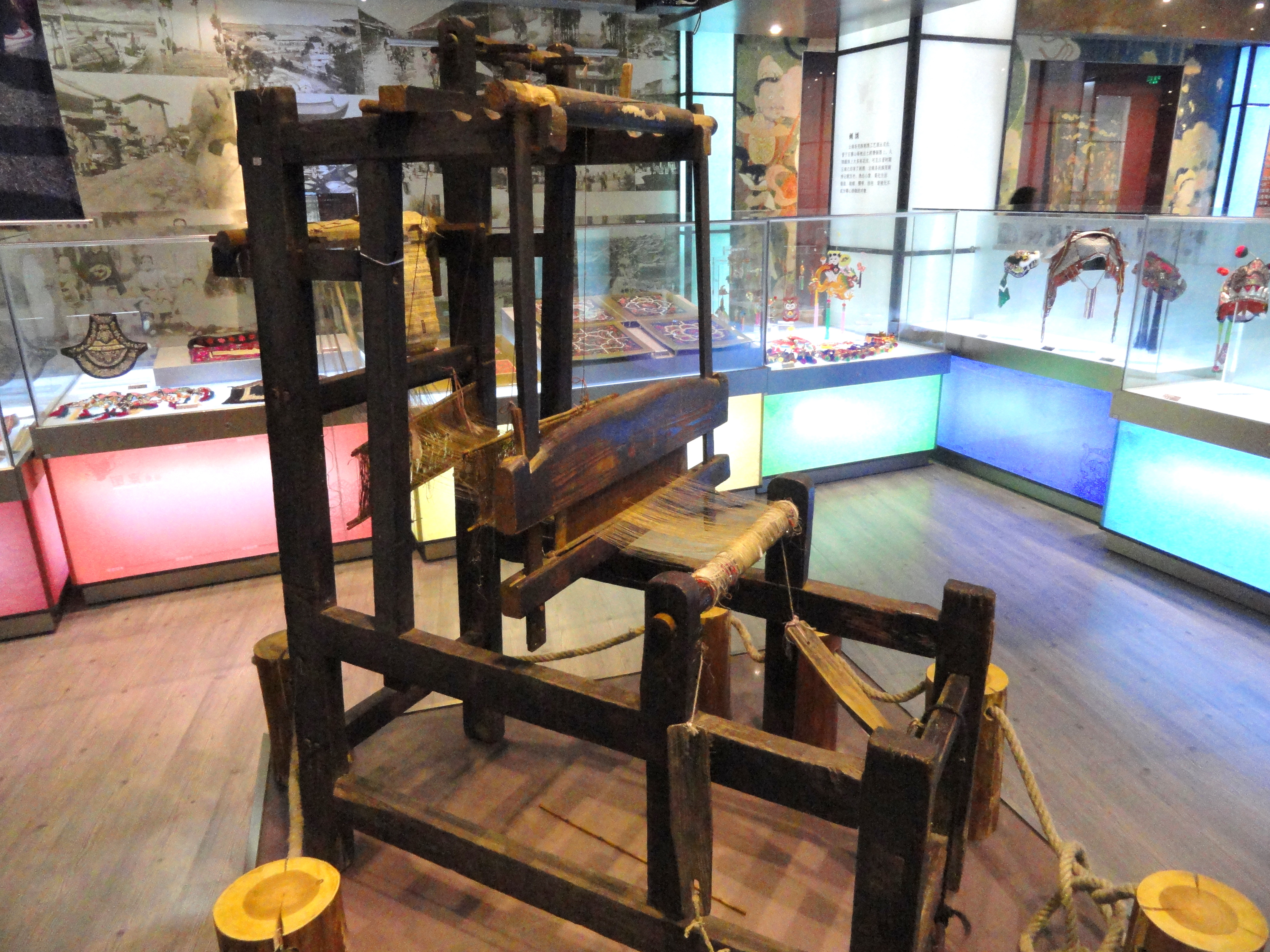
Čuangský tkalcovský stav

V náboženství hraje hlavní roli animismus, část Pchumiů se hlásí k tibetskému buddhismu nebo taoismu či mosmu.

## Folklór
Mezi folklór řadíme ústní tradice (písně, příběhy), tradiční odívání, tradiční kuchyni a jiné.

## Odkazy

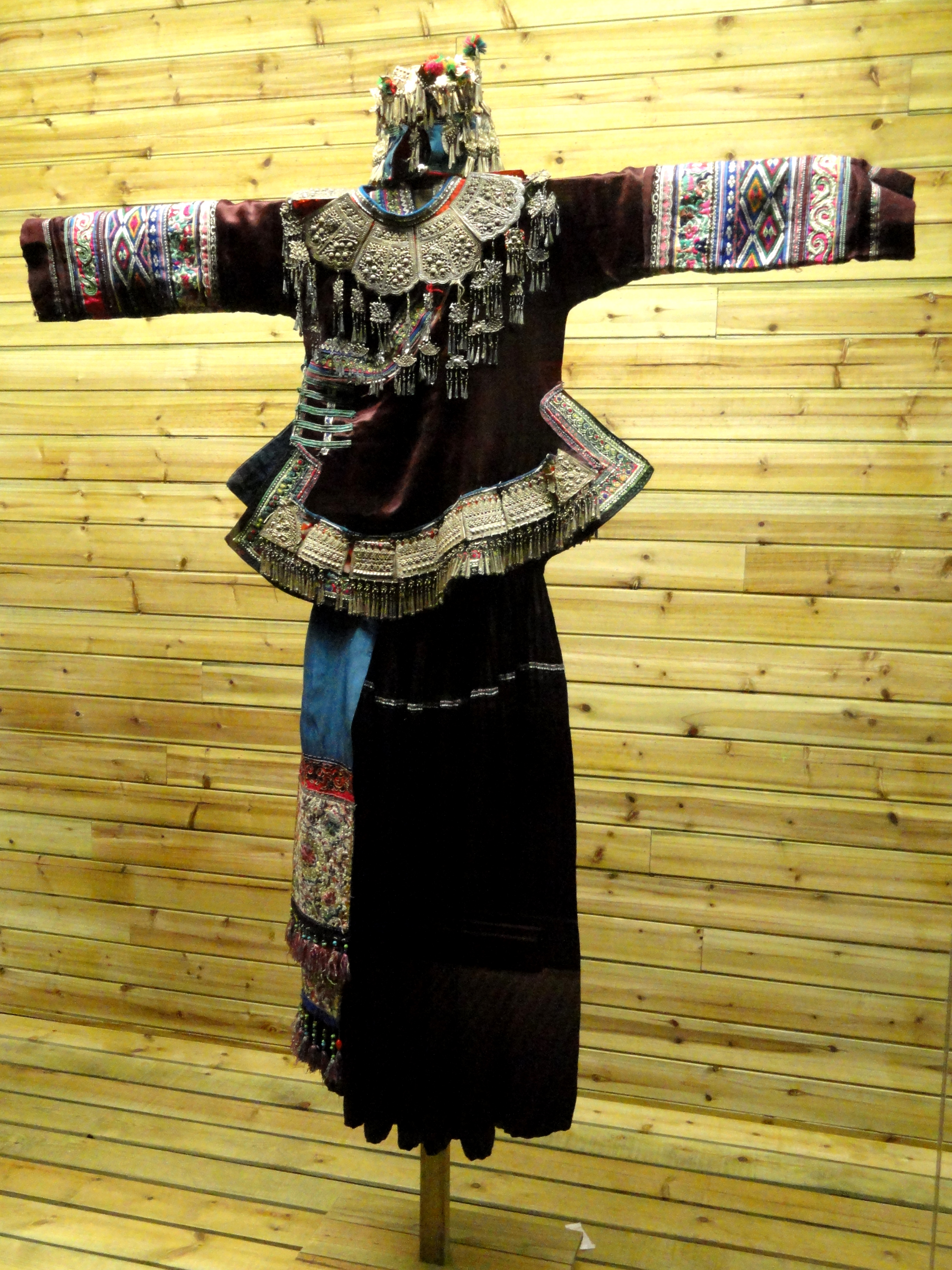
Čuangský tradiční úbor